# 阿爾宙斯
阿爾宙斯（日语：アルセウス）是宝可梦系列登場的1025種寶可夢中的一種。傳說的寶可夢之一，在神奧神話中被認為是創造出全世界的寶可夢。

## 簡介
阿爾宙斯據說是從虛無中誕生，並創造出世界的寶可夢。在米琪納神話中，牠創造了五個空間。

時空儀顯示阿爾宙斯及其所屬的幾個空間的變化。
（左上角藍色：帝牙盧卡的空間；右上角紅色：帕路奇亞的空間；中：阿爾宙斯的空間；中間；後面：騎拉帝納的反轉空間中；下：人類居住的空間

而在遊戲設定中，牠創造了帝牙盧卡、帕路奇亞及騎拉帝納這三隻具有掌管時空能力的寶可夢，其中騎拉帝納被放逐到反轉世界，而後又創造了由克希、艾姆利多及亞克諾姆這三隻具有掌管心靈能力的寶可夢。
阿爾宙斯最早出現在遊戲《寶可夢 鑽石／珍珠》。

## 遊戲中的阿爾宙斯
- 在《鑽石／珍珠／白金》及

《晶燦鑽石／明亮珍珠》获得天界之笛后，前往天冠山山顶的笛子状地砖，会出现透明階梯，爬上後可與阿爾宙斯对战和捕捉。然而在《鑽石／珍珠／白金》此道具僅存在於遊戲資料中，官方從未正式配佈過此道具。
- 在《心金／魂銀》將阿爾宙斯設置於隊伍首位並前往神都遺跡，可依劇情選擇獲得剛誕生的帝牙盧卡、帕路奇亞和騎拉帝納其中一隻。
- 在《傳說 阿爾宙斯》中，阿爾宙斯為洗翠地區所尊敬的「神奧大尊」，並賜予十隻寶可夢石板。

遊戲裡的阿爾宙斯能夠透過攜帶石板或Z純晶轉換屬性，共十八種屬性。

## 電影中的阿爾宙斯
- 在《阿爾宙斯 超克的時空》中登場，住在阿爾宙斯的空間。[4]千年以前，阿爾宙斯將其生命寶玉借給達摩斯使名為米季納的城鎮變得富饒，並要求達摩斯約定在下一個日全蝕之日將歸還生命寶玉，但達摩斯卻因為其部下奇辛的背叛無法兌現該誓言，促使阿爾宙斯為此動怒毀滅米季納的同時因體力損失嚴重進入沉睡狀態，並在長眠前許下「當我下一次醒來後將對人類進行制裁」的誓言。后来小智一行人被帝牙卢卡送回过去並了解事情的真正发展并協助達摩斯把生命寶玉歸還給阿爾宙斯成功修复历史，因此在历史修正影响到将来使阿爾宙斯得以平息憤怒停止对现代的攻击並將米季納恢復到原來的樣子。後來阿爾宙斯因體力損失嚴重再次回到自己的空間進入沉睡狀態時告別小智一行人。

- 在《光環的超魔神 胡帕》中登場。面對使得一眾傳說寶可夢束手無策的空間扭曲，阿爾宙斯的身體發出了一道金色的光芒輕鬆的制止了空間的變化。待扭曲空間中的人員被解救後離開了現場。

## 原型剖析與細節
- 阿爾宙斯的非官方的常用譯名有阿爾修斯和創世神。

- 阿爾宙斯沒有性別，但在《超級不可思議迷宮》中登場的阿爾宙斯被提及是雄性。

- 阿爾宙斯基於創造神。第一個神的概念可能受到一些文化中的開天闢地的神祗的影響。例如神道中的國之常立神和天之御中主神（他們召喚伊奘諾尊和伊奘冉尊用矛創造出日本），或是亞伯拉罕諸教中的造物主。

- 阿爾宙斯的形象可能參考與來自於馬或麒麟，也可能來自人馬。神道教認為天神騎馬降臨在人間界，因此馬在早期神道教中具有重要意義的存在。

- 結合第四世代體現的物理宇宙學的主題來看，阿爾宙斯亦可能暗指宇宙大爆炸，即現在公認的宇宙起源模型。

- 圖鑑稱阿爾宙斯用一千隻手創造出全世界，這個部分很有可能參考自佛教中的千手觀音菩薩。

- 圖鑑稱阿爾宙斯從蛋中誕生並創造出全世界，這很有可能參考出俄爾甫斯教中的法涅斯(傳說中法涅斯從銀蛋中誕生並創造出全宇宙中的一切)。

## 常見文化

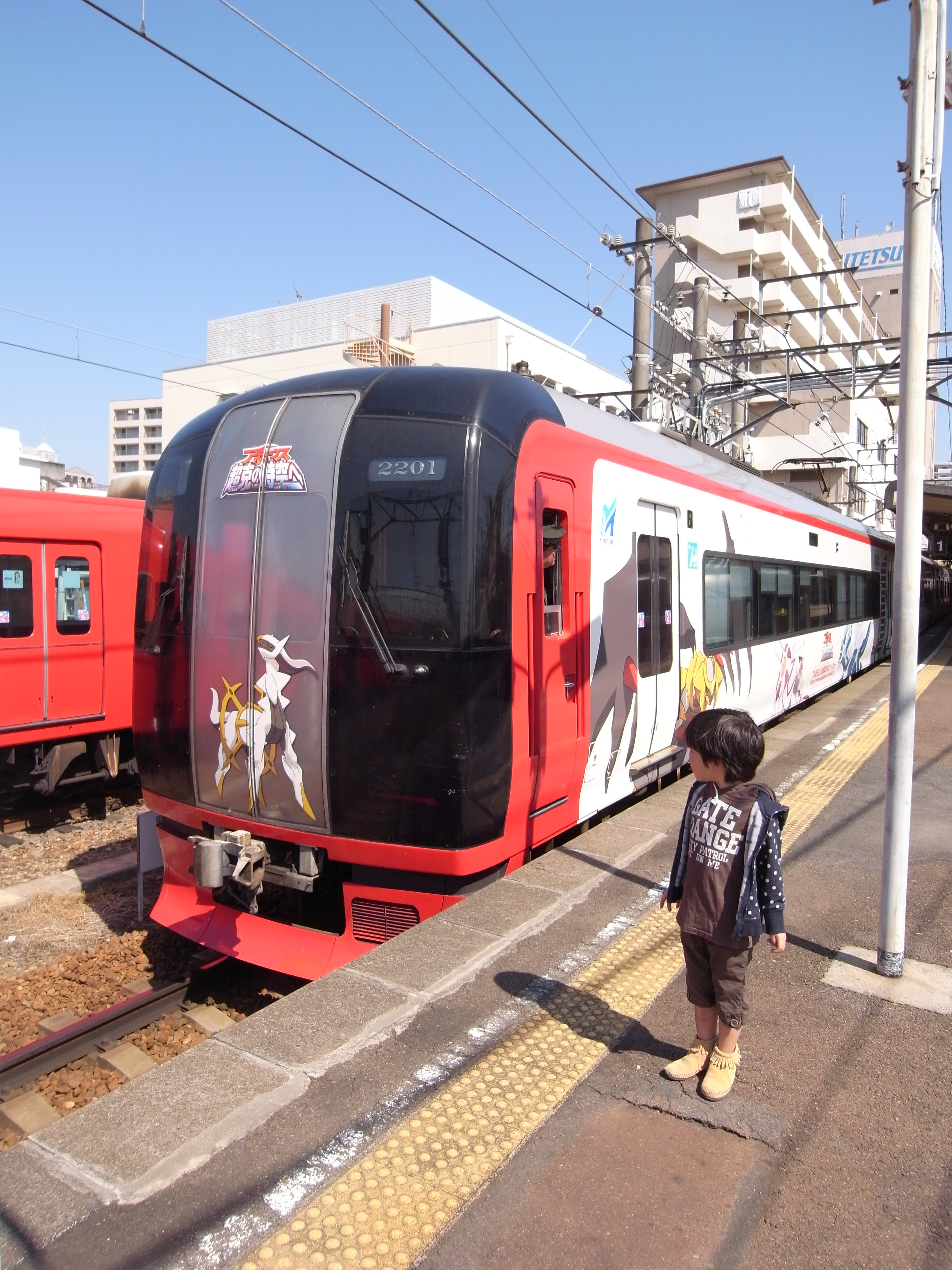
名古屋鐵道2200上的阿爾宙斯

阿爾宙斯曾經被繪製在名古屋鐵道2200的背面。

## 評價
任天堂在2010年底進行跨越前四代正式精靈寶可夢人氣投票，阿爾宙斯被評選為第一名，超越了達克萊伊、喵喵和皮卡丘等寶可夢。任天堂官方雜誌的克里斯·斯庫利將阿爾宙斯排在10個最好的寶可夢之中。
Destructoid
的喬納森·福爾摩斯則是把阿爾宙斯評論為“將遊戲王的怪獸和魔法公主的山獸神的負面結合”。此外，一位日本電影編輯寫道，阿爾宙斯在電影中未被充分利用，牠應該「可以被用來更好地傳達故事，牠是有如神一般的寶可夢」。